# Muppet Show (televíziós sorozat, 2015)
A Muppet Show (eredeti cím: The Muppets) 2015 és 2016 között vetített amerikai televíziós bábsorozat, amelynek alkotója Bill Prady és Bob Kushell. A producerei Margee Magee, Angeli Millan,Kris Eber és Emily Wilson. A tévéfilmsorozat az ABC Studios, a The Muppets Studio és a Bill Prady Productions gyártásában készült. Műfaját tekintve szitkom és televíziós bábjáték. Amerikában 2015. szeptember 22-től kezdte el vetíteni az ABC. Magyarországon 2019. június 1-től vetítette az RTL Klub.

## Szereplők
| Szereplő  | Eredeti hang      | Magyar hang          |
| --------- | ----------------- | -------------------- |
| Breki     | Steve Whitmire    | Karácsonyi Zoltán    |
| Miss Röfi | Eric Jacobson     | Kocsis Mariann       |
| Topi      | Eric Jacobson     | Varga Gábor          |
| Yolanda   | Julianne Buescher | Nemes Takách Kata    |
| Pepe      | Bill Barretta     | Szatmári Attila      |
| Floyd     | Matt Vogel        | Szokol Péter         |
| Gonzó     | Dave Goelz        | Csík Csaba Krisztián |
| Lótifuti  | David Rudman      | Czető Roland         |
| Haláli    | TBA               | Jakab Csaba          |

### Magyar változat[1]
- Magyar szöveg: Moduna Zsuzsa
- Szinkronrendező: Kozma Mari

## Epizódok
| #   | #   | Eredeti cím                 | Magyar cím               | Rendezte        | Írta                                     | Eredeti premier      | Magyar premier       |
| --- | --- | --------------------------- | ------------------------ | --------------- | ---------------------------------------- | -------------------- | -------------------- |
| 0.  | 0.  | First Look Presentation     |                          | Randall Einhorn | Bill Prady & Bob Kushell                 | 2015. július 21.     |                      |
| 1.  | 1.  | Pig Girls Don't Cry (Pilot) | A röfilányok nem sírnak  | Randall Einhorn | Bill Prady & Bob Kushell                 | 2015. szeptember 22. | 2019. június 1.      |
| 2.  | 2.  | Hostile Makeover            | Túl nagy falat           | Randall Einhorn | Bill Prady & Bob Kushell                 | 2015. szeptember 29. | 2019. július 6.      |
| 3.  | 3.  | Bear Left Then Bear Write   | Randioldal               | Randall Einhorn | Dave Caplan & Gregg Mettler              | 2015. október 6.     | 2019. július 20.     |
| 4.  | 4.  | Pig Out                     | Veszélyben a show        | Randall Einhorn | Bob Kushell & Dave Caplan                | 2015. október 13.    | 2019. július 27.     |
| 5.  | 5.  | Walk the Swine              | Röfi, a nyughatatlan     | Randall Einhorn | Dave Caplan & Steve Rudnick              | 2015. október 27.    | 2019. július 31.     |
| 6.  | 6.  | The Ex-Factor               | Az ex-faktor             | Randall Einhorn | Bob Kushell & Steve Rudnick              | 2015. november 3.    | 2019. augusztus 10.  |
| 7.  | 7.  | Pig's in a Blackout         | Röfi a sötétben          | Matt Sohn       | Steve Rudnick & Emily Wilson             | 2015. november 6.    | 2019. augusztus 17.  |
| 8.  | 8.  | Too Hot to Handler          | Chelsea elcseszi         | Matt Sohn       | Margee Magee & Angeli Millan             | 2015. november 17.   | 2019. augusztus 24.  |
| 9.  | 9.  | Going, Going, Gonzo         | Gyerünk, gyerünk, Gonzo! | Randall Einhorn | Shane Kosakowski & Franklin Hardy        | 2015. december 1.    | 2019. augusztus 25.  |
| 10. | 10. | Single All the Way          | Magányos karácsony       | Matt Sohn       | Gregg Mettler & Nell Scovell             | 2015. december 10.   | 2019. augusztus 31.  |
| 11. | 11. | Swine Song                  | Malacdal                 | Randall Einhorn | Gregg Mettler & Emily Wilson             | 2016. február 2.     | 2019. szeptember 13. |
| 12. | 12. | A Tail of Two Piggies       | Kilóg a malacfarok       | Randall Einhorn | Nell Scovell & Steve Rudnick             | 2016. február 9.     | 2019. szeptember 17. |
| 13. | 13. | Got Silk?                   | Légtorna                 | Randall Einhorn | Shane Kosakowski & Franklin Hardy        | 2016. február 16.    | 2019. szeptember 19. |
| 14. | 14. | Little Green Lie            | Ártatlan zöld hazugság   | Bill Barretta   | Dave Caplan, Jordan Reddout & Gus Hickey | 2016. február 23.    | 2019. szeptember 20. |
| 15. | 15. | Generally Inhospitable      | Táncpróba                | Randall Einhorn | Margee Magee & Angeli Millan             | 2016. március 1.     | 2019. szeptember 21. |
| 16. | 16. | Because... Love             | Szerelem vs. barátság    | Randall Einhorn | Scott Weinger & Emily Wilson             | 2016. március 1.     | 2019. szeptember 24. |